# Campionati europei di atletica leggera 2010 - 800 metri piani maschili
La competizione si è svolta tra il 28 ed il 31 luglio 2010.

## Podio
| #       | Atleta             | Nazionalità | Tempo   | Note |
| ------- | ------------------ | ----------- | ------- | ---- |
| Oro     | Marcin Lewandowski | Polonia     | 1'47"07 |      |
| Argento | Michael Rimmer     | Regno Unito | 1'47"17 |      |
| Bronzo  | Adam Kszczot       | Polonia     | 1'47"22 |      |

## Record
Prima di questa competizione, il record del mondo (RM), il record europeo (EU) ed il record dei campionati (RC) sono i seguenti:
| Record                | Prestazione | Atleta                    | Data                                 | Competizione            |
| --------------------- | ----------- | ------------------------- | ------------------------------------ | ----------------------- |
| Record mondiale       | 1'41"11     | Wilson Kipketer Danimarca | 24 agosto 1997 Colonia, Germania     |                         |
| Record europeo        | 1'41"11     | Wilson Kipketer Danimarca | 24 agosto 1997 Colonia, Germania     |                         |
| Record dei campionati | 1'43"84     | Olaf Beyer Germania Est   | 31 agosto 1978 Praga, Cecoslovacchia | Campionati europei 1978 |

## Programma
| Data           | Ora   | Turno      |
| -------------- | ----- | ---------- |
| 27 luglio 2010 | 11:00 | 1º turno   |
| 28 luglio 2010 | 19:00 | Semifinali |
| 30 luglio 2010 | 21:25 | Finale     |

## Risultati

### 1º turno
Passano il turno i primi 3 di ogni batteria più i migliori 4 tempi.

#### Batteria 1
| Pos. | Corsia | Nome               | Paese       | Tempo   | Note |
| ---- | ------ | ------------------ | ----------- | ------- | ---- |
| 1    | 5      | Marcin Lewandowski | Polonia     | 1'49"78 | Q    |
| 2    | 2      | Hamid Oualich      | Francia     | 1'49"92 | Q    |
| 3    | 4      | David Bustos       | Spagna      | 1'50"01 | Q    |
| 4    | 6      | Cristian Vorovenci | Romania     | 1'50"05 | q    |
| 5    | 7      | Jozef Pelikan      | Slovacchia  | 1'51"29 |      |
| 6    | 1      | Jan van den Broeck | Belgio      | 1'51"79 |      |
| 7    | 8      | Mattias Claesson   | Svezia      | 1'52"53 |      |
| 8    | 3      | Christophe Bestgen | Lussemburgo | 1'52"64 |      |

#### Batteria 2
| Pos. | Corsia | Nome              | Paese       | Tempo   | Note |
| ---- | ------ | ----------------- | ----------- | ------- | ---- |
| 1    | 8      | Jakub Holusa      | Rep. Ceca   | 1'47"94 | Q    |
| 2    | 1      | Kevin López       | Spagna      | 1'48"13 | Q    |
| 3    | 5      | Brice Etes        | Monaco      | 1'48"54 | Q    |
| 4    | 3      | Anis Ananenka     | Bielorussia | 1'49"29 | q    |
| 5    | 6      | David McCarthy    | Irlanda     | 1'49"53 | q    |
| 6    | 4      | Mario Scapini     | Italia      | 1'49"67 | q    |
| 7    | 2      | Mikko Lahtio      | Finlandia   | 1'51"76 |      |
| -    | 7      | Robert Lathouwers | Paesi Bassi | NF      | SQ   |

#### Batteria 3
| Pos. | Corsia | Nome               | Paese      | Tempo   | Note |
| ---- | ------ | ------------------ | ---------- | ------- | ---- |
| 1    | 3      | Luis Alberto Marco | Spagna     | 1'49"96 | Q    |
| 2    | 6      | Giordano Benedetti | Italia     | 1'50"00 | Q    |
| 3    | 4      | Adam Kszczot       | Polonia    | 1'50"08 | Q    |
| 4    | 2      | Tamás Kazi         | Ungheria   | 1'50"21 |      |
| 5    | 5      | Jozef Repcik       | Slovacchia | 1'50"51 |      |
| 6    | 7      | Andreas Rapatz     | Austria    | 1'51"55 |      |
| 7    | 1      | Vitalij Kozlov     | Lituania   | 1'52"18 |      |
| 8    | 8      | Anton Asplund      | Svezia     | 1'55"23 |      |

#### Batteria 4
| Pos. | Corsia | Nome                  | Paese       | Tempo   | Note |
| ---- | ------ | --------------------- | ----------- | ------- | ---- |
| 1    | 8      | Michael Rimmer        | Regno Unito | 1'49"99 | Q    |
| 2    | 7      | Arnoud Okken          | Paesi Bassi | 1'50"13 | Q    |
| 3    | 5      | Lukas Rifesser        | Italia      | 1'50"40 | Q    |
| 4    | 6      | Yuriy Koldin          | Russia      | 1'50"64 |      |
| 5    | 3      | Joni Jaako            | Svezia      | 1'50"93 |      |
| 6    | 2      | Dustin Emrani         | Israele     | 1'51"51 |      |
| 7    | 1      | Andreas Hjartbro Bube | Danimarca   | 1'51"91 |      |
| 8    | 4      | Andreas Smout         | Belgio      | 1'52"04 |      |

#### Sommario
| Pos. | Batteria | Corsia | Nome                  | Paese       | Tempo   | Note |
| ---- | -------- | ------ | --------------------- | ----------- | ------- | ---- |
| 1    | 2        | 8      | Jakub Holusa          | Rep. Ceca   | 1'47"94 | Q    |
| 2    | 2        | 1      | Kevin López           | Spagna      | 1'48"13 | Q    |
| 3    | 2        | 5      | Brice Etes            | Monaco      | 1'48"54 | Q    |
| 4    | 2        | 3      | Anis Ananenka         | Bielorussia | 1'49"29 | q    |
| 5    | 2        | 6      | David McCarthy        | Irlanda     | 1'49"53 | q    |
| 6    | 2        | 4      | Mario Scapini         | Italia      | 1'49"67 | q    |
| 7    | 1        | 5      | Marcin Lewandowski    | Polonia     | 1'49"78 | Q    |
| 8    | 1        | 2      | Hamid Oualich         | Francia     | 1'49"92 | Q    |
| 9    | 3        | 3      | Luis Alberto Marco    | Spagna      | 1'49"96 | Q    |
| 10   | 4        | 8      | Michael Rimmer        | Regno Unito | 1'49"99 | Q    |
| 11   | 3        | 6      | Giordano Benedetti    | Italia      | 1'50"00 | Q    |
| 12   | 1        | 4      | David Bustos          | Spagna      | 1'50"01 | Q    |
| 13   | 1        | 6      | Cristian Vorovenci    | Romania     | 1'50"05 | q    |
| 14   | 3        | 4      | Adam Kszczot          | Polonia     | 1'50"08 | Q    |
| 15   | 4        | 7      | Arnoud Okken          | Paesi Bassi | 1'50"13 | Q    |
| 16   | 3        | 2      | Tamás Kazi            | Ungheria    | 1'50"21 |      |
| 17   | 4        | 5      | Lukas Rifesser        | Italia      | 1'50"40 | Q    |
| 18   | 3        | 5      | Jozef Repcik          | Slovacchia  | 1'50"51 |      |
| 19   | 4        | 6      | Yuriy Koldin          | Russia      | 1'50"64 |      |
| 20   | 4        | 3      | Joni Jaako            | Svezia      | 1'50"93 |      |
| 21   | 1        | 7      | Josef Pelikan         | Slovacchia  | 1'51"29 |      |
| 22   | 4        | 2      | Dustin Emrani         | Israele     | 1'51"51 |      |
| 23   | 3        | 7      | Andreas Rapatz        | Austria     | 1'51"55 |      |
| 24   | 2        | 2      | Mikko Lahtio          | Finlandia   | 1'51"76 |      |
| 25   | 1        | 1      | Jan van den Broeck    | Belgio      | 1'51"79 |      |
| 26   | 4        | 1      | Andreas Hjartbro Bube | Danimarca   | 1'51"91 |      |
| 27   | 4        | 4      | Andreas Smout         | Belgio      | 1'52"04 |      |
| 28   | 3        | 1      | Vitalij Kozlov        | Lituania    | 1'52"18 |      |
| 29   | 1        | 8      | Mattias Claesson      | Svezia      | 1'52"53 |      |
| 30   | 1        | 3      | Christophe Bestgen    | Lussemburgo | 1'52"64 |      |
| 31   | 3        | 8      | Anton Asplund         | Svezia      | 1'55"23 |      |
| –    | 2        | 7      | Robert Lathouwers     | Paesi Bassi | NF      | SQ   |

### Semifinali
Passano in finale i primi 3 di ogni semifinale (Q) e i migliori 2 tempi (q).

#### Semifinale 1
| Pos. | Corsia | Nome               | Paese       | Tempo   | Note |
| ---- | ------ | ------------------ | ----------- | ------- | ---- |
| 1    | 4      | Kevin López        | Spagna      | 1'48"11 | Q    |
| 2    | 6      | Marcin Lewandowski | Polonia     | 1'48"15 | Q    |
| 3    | 7      | Arnoud Okken       | Paesi Bassi | 1'48"25 | Q    |
| 4    | 3      | Jakub Holusa       | Rep. Ceca   | 1'48"27 | q    |
| 5    | 2      | Cristian Vorovenci | Romania     | 1'48"88 |      |
| 6    | 5      | David Bustos       | Spagna      | 1'49"08 |      |
| 7    | 1      | Mario Scapini      | Italia      | 1'49"13 |      |
| 8    | 8      | Lukas Rifesser     | Italia      | 1'49"75 |      |

#### Semifinale 2
| Pos. | Corsia | Nome               | Paese       | Tempo   | Note |
| ---- | ------ | ------------------ | ----------- | ------- | ---- |
| 1    | 3      | Michael Rimmer     | Regno Unito | 1'47"67 | Q    |
| 2    | 5      | Luis Alberto Marco | Spagna      | 1'47"79 | Q    |
| 3    | 4      | Adam Kszczot       | Polonia     | 1'47"84 | Q    |
| 4    | 6      | Hamid Oualich      | Francia     | 1'48"06 | q    |
| 5    | 2      | Anis Ananenka      | Bielorussia | 1'48"41 |      |
| 6    | 8      | David McCarthy     | Irlanda     | 1'49"14 |      |
| 7    | 7      | Giordano Benedetti | Italia      | 1'49"33 |      |
| 8    | 1      | Brice Etes         | Monaco      | 1'49"52 |      |

#### Sommario
| Pos. | Batteria | Corsia | Nome               | Paese       | Tempo   | Note |
| ---- | -------- | ------ | ------------------ | ----------- | ------- | ---- |
| 1    | 2        | 3      | Michael Rimmer     | Regno Unito | 1'47"67 | Q    |
| 2    | 2        | 5      | Luis Alberto Marco | Spagna      | 1'47"79 | Q    |
| 3    | 2        | 4      | Adam Kszczot       | Polonia     | 1'47"84 | Q    |
| 4    | 2        | 6      | Hamid Oualich      | Francia     | 1'48"06 | q    |
| 1    | 1        | 4      | Kevin López        | Spagna      | 1'48"11 | Q    |
| 2    | 1        | 6      | Marcin Lewandowski | Polonia     | 1'48"15 | Q    |
| 3    | 1        | 7      | Arnoud Okken       | Paesi Bassi | 1'48"25 | Q    |
| 4    | 1        | 3      | Jakub Holusa       | Rep. Ceca   | 1'48"27 | q    |
| 5    | 2        | 2      | Anis Ananenka      | Bielorussia | 1'48"41 |      |
| 5    | 1        | 2      | Cristian Vorovenci | Romania     | 1'48"88 |      |
| 6    | 1        | 5      | David Bustos       | Spagna      | 1'49"08 |      |
| 7    | 1        | 1      | Mario Scapini      | Italia      | 1'49"13 |      |
| 6    | 2        | 8      | David McCarthy     | Irlanda     | 1'49"14 |      |
| 7    | 2        | 7      | Giordano Benedetti | Italia      | 1'49"33 |      |
| 8    | 2        | 1      | Brice Etes         | Monaco      | 1'49"52 |      |
| 8    | 1        | 8      | Lukas Rifesser     | Italia      | 1'49"75 |      |

### Finale
| Pos.    | Corsia | Nome               | Paese       | Tempo   | Note |
| ------- | ------ | ------------------ | ----------- | ------- | ---- |
| Oro     | 5      | Marcin Lewandowski | Polonia     | 1'47"07 |      |
| Argento | 6      | Michael Rimmer     | Regno Unito | 1'47"17 |      |
| Bronzo  | 8      | Adam Kszczot       | Polonia     | 1'47"22 |      |
| 4       | 2      | Arnoud Okken       | Paesi Bassi | 1'47"31 |      |
| 5       | 3      | Jakub Holuša       | Rep. Ceca   | 1'47"45 |      |
| 6       | 7      | Kevin López        | Spagna      | 1'47"82 |      |
| 7       | 4      | Luis Alberto Marco | Spagna      | 1'48"42 |      |
| 8       | 1      | Hamid Oualich      | Francia     | 1'49"77 |      |